# Dichaetomyia nigrita
Dichaetomyia nigrita este o specie de muște din genul Dichaetomyia, familia Muscidae, descrisă de Malloch în anul 1925. Conform Catalogue of Life specia Dichaetomyia nigrita nu are subspecii cunoscute.